# Roxburgh
La distrutta città reale di Roxburgh (o Rosbroch) fu un'importante città commerciale scozzese dall'alto medioevo fino agli inizi dell'era moderna. Nel medioevo aveva un'importanza pari almeno a quella di Edimburgo, Stirling, o Berwick-upon-Tweed, e per un periodo fu la capitale de facto, in quanto residenza reale di Davide I di Scozia.

## Storia
La sua importanza era legata alla sua posizione, al centro di una delle aree più fertili nelle Lowlands scozzesi, e vicino al fiume Tweed, che permetteva di trasportare merci al principale porto marino di Berwick-upon-Tweed. La sua posizione era anche importante militarmente per difendersi dalle invasioni inglesi.
La città era situata in una penisola facilmente difendibile tra i fiumi Tweed e Teviot, con il Roxburgh Castle posto a difesa della parte più stretta della penisola. Oggi non rimane nulla della città ad eccezione di qualche rovina delle mura del castello. Si trova a sud della moderna città di Kelso e del Floors Castle, che sta dall'altro lato del Tweed. Il Duca di Roxburghe è proprietario dell'area.
Gli eserciti inglese e scozzese conquistarono e riconquistarono a più riprese la città nel corso delle Guerre di indipendenza scozzesi. La ripresa finale nel 1460 vide la distruzione del castello e della città stessa. Dopo quest'evento la città non riguadagnò più l'importanza di prima poiché la conquista definitiva da parte degli inglesi di Berwick-upon-Tweed nel 1482 privò Roxburgh della sua utilità. Roxburgh venne quindi sostituita dalla città di Jedburgh come capoluogo della ex contea del Roxburghshire.
In tempi più recenti (1975–1996), per "Roxburgh" si intendeva un distretto amministrativo locale nella regione degli Scottish Borders in Scozia. I confini grosso modo erano simili a quelli della tradizionale contea Roxburghshire. Nel 1996, con la riorganizzazione delle suddivisioni della Scozia, il distretto di Roxburgh è diventato parte dell'area unitaria delle Scottish Borders.

## Roxburgh (villaggio)

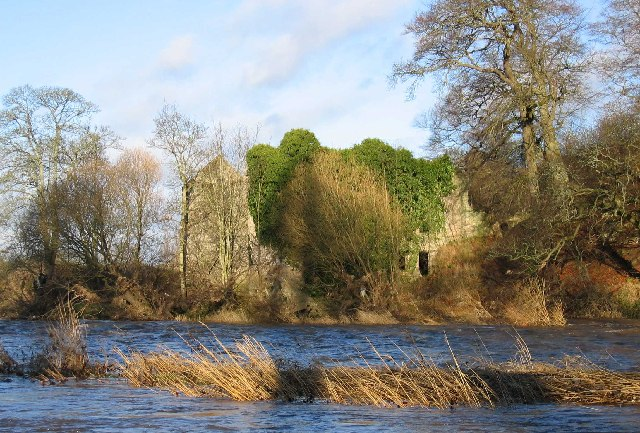
Sunlaws Mill sul fiume Tweed nei pressi di Roxburgh

Attualmente il nome di Roxburgh appartiene ad un piccolo villaggio a circa 2,5 km a sud-ovest del sito in cui si trovava la Roxburgh storica.